# Landön
Landön est une localité suédoise située dans la commune de Krokom, dans le Comté de Jämtland. Landön est situé sur les bords du lac Landögssjön (Landösjön). Landön se trouve à environ 50 km d'Östersund.
Landön est situé dans la paroisse d'Offerdal. Les premières mentions écrites du nom de Landön remonte à 1350 (Landog).